# CTL Kolzap
CTL Kolzap Sp. z o.o. − polski przewoźnik kolejowy wchodzący w skład grupy CTL Logistics.
Firma powstała w 2004 roku. Została utworzona przez CTL Logistics i Zakłady Azotowe Puławy z przekształcenia Zakładu Transportu Kolejowego Zakładów Azotowych Puławy w samodzielny podmiot gospodarczy.
Przedsiębiorstwo zajmuje się transportem kolejowym i spedycją towarów, naprawą taboru i infrastruktury kolejowej, myciem i czyszczeniem wagonów i zbiorników kontenerowych oraz pojemników przewoźnych, dzierżawą taboru kolejowego oraz zarządzaniem bocznicami kolejowymi.
Głównym klientem usług świadczonych przez CTL Kolzap są zakłady chemiczne w Puławach. Ponadto firma współpracuje z Gdańskimi Zakładami Nawozów Fosforowych, Dyckerhoff Polska i Certus Technologie Budowlane.